# Księga cmentarna
Księga cmentarna (oryg. ang. Graveyard Book) – powieść fantastyczna z pogranicza horroru i czarnej komedii, autorstwa Neila Gaimana, wydana w 2008; wydanie polskie w tłumaczeniu Pauliny Braiter ukazało się w tym samym roku, nakładem Wydawnictwa Mag (ISBN 978-83-7480-109-6). W 2009 roku powieść została uhonorowana nagrodą Hugo. W Stanach Zjednoczonych jest ona lekturą szkolną dla klas VI.

## Fabuła
Nik jest małym chłopcem, któremu cudem udaje się uniknąć śmierci z rąk tajemniczego mordercy jego rodziny. Ratując się ucieczką trafia na stary cmentarz, którego mieszkańcy postanawiają się nim zaopiekować, obdarzając dziecko 'Swobodą Cmentarza'. Wychowywany przez duchy, zawieszony na granicy między światem żywych i umarłych, młody Nikt próbuje zmierzyć się z przeszłością, by ze spokojem ruszyć po przygodę dorosłości.